# Proceratophrys fryi
Proceratophrys fryi es una especie de ránidos que viu al Brasil.
Está amenazada de extinción por la pérdida de hábitat natural.